# Ромео и Јулија (представа)
Ромео и Јулија је позоришна представа коју је режирао Владан Ђурковић на основу текста Галине Максимовић. Премијерно је приказана 7. новембра 2018. у позоришту ДАДОВ чиме је обележено 60 година рада ДАДОВ-а.
Мјузикл за литерарни поднесак има истоимени класик Виљема Шекспира.

## Радња
Мјузикл говори о веронском кнез који је позвао само младе Капулетијеве и Монтегијеве како би окончали вишевековне крваве обрачуне својих предака.
Док је Ромео заљубљен у Јулију и не види опасност коју му прети, Јулија је свесна опасности њиховог односа али је и решена да то превазиђе.
Вршњаци из њихових породица желе коначну победу своје породице у сукобима којима се крај не назире, што доводи у питање исход љубави Ромеа и Јулије.

## Улоге
| Лица              | Глумци                |
| ----------------- | --------------------- |
| Јулија            | Јелена Благојевић     |
| Ромео             | Никола Брун           |
| Меркуцио          | Огњен Иванов          |
| Тибалт            | Влада Папрић          |
| Кнез              | Матеј Китановски      |
| Лаврентије        | Матеја Брнабић        |
| Сампсон           | Милан Васиљевић       |
| Парис             | Будимир Стошић        |
| Јулијина сестра 1 | Нина Недић            |
| Јулијина сестра 2 | Христина Татић        |
| Јулијина сестра 3 | Јана Недељковић       |
| Јулијина сестра 4 | Милена Стоиловић      |
| Јулијина сестра 5 | Сара Хабаш            |
| Ромеов Брат       | Огњен Драговић        |
| Ромеов Рођак 1    | Петар Богдановић      |
| Ромеов Рођак 2    | Никола Милошеви       |
| Ромеова сестра    | Александра Урошевић   |
| Ромеова рођака    | Оља Николић           |
| Јулијин мали брат | Василије Вулићевић    |
| Јулијин рођак     | Владислав Марковић    |
| Јулијина рођака   | Мина Вујичић          |
| Јулијина рођака   | Јована Хаџи-Џикић     |
| Полицајка 1       | Анђела Џаферовић      |
| Полицајка 2       | Анастасија Мартиновић |
| Полицајка 3       | Данијела Стојиљковић  |
| Полицајка 4       | Тара Вукоманчић       |